# Sauce grand veneur
La sauce grand veneur est une préparation réalisée à partir d'une réduction de vin rouge. Cette sauce, épaisse et onctueuse, est idéale pour accompagner viande, volaille et gibier.

## Sauces parentes
Même réalisée dans sa plus simple expression, elle diffère de la sauce chasseur par l'absence de tomate dans sa préparation. Elle se différencie également, dans ses versions les plus sophistiquées, de la sauce poivrade (sausso pebrado), qui ne contient pas de gelée de fruits rouges.

## Ingrédients
Pour cette préparation, il faut vin rouge, oignons, échalotes, thym, laurier, farine, vinaigre de vin, bouillon ou fond de veau, gelée de groseilles, beurre, huile d'olive, sel et poivre,. Peuvent y être adjoints des dés de jambon cru, ainsi que des carottes et du chocolat noir.

## Accompagnement
Cette sauce peut accompagner toutes les viandes rouges et blanches, les gibiers, les volailles ainsi que les civets de venaison (biche, cerf, chevreuil ou sanglier).

## Accord mets/vin
Compte tenu des viandes qu'elle accompagne, cette sauce appelle des vins rouges de caractère tel qu'un cahors, un bourgogne (pommard ou clos-vougeot), un pomerol ou un corbières.